# آبراهام موک
آبراهام موک (به انگلیسی: Abraham Mok) (زادهٔ ۱۵ مهٔ ۱۸۸۸ - درگذشته ۲۹ فوریه ۱۹۴۴) ژیمناست اهل کشور هلند بود.